# Route nationale 142
Die Route nationale 142, kurz N 142 oder RN 142, ist eine französische Nationalstraße.

## Aktueller Straßenverlauf
Die aktuelle Nationalstraße 142 stellt den Südteil der Rocade de Bourges dar, wo sie die beiden Abschnitte der Nationalstraße 145 verbindet und den Anschluss zur Autobahn 71 herstellt.

## In Tabellenform
| Position | höchste zulässige Gesamtgeschwindigkeit | Fahrbahnen | Typ                          | Abschnitt          | Längengrad | Breitengrad |
| -------- | --------------------------------------- | ---------- | ---------------------------- | ------------------ | ---------- | ----------- |
| 1        | 90                                      | 1          |                              | D400_18 N 151 A 71 | 47.0484    | 2.3416      |
| 2        | 90                                      | 1          |                              | N 144              | 47.0264    | 2.3903      |
| 3        | 90                                      | 1          |                              | D106               | 47.0412    | 2.4170      |
| 4        | 90                                      | 1          | Vollständige Anschlussstelle | N76                | 47.0571    | 2.4277      |
| 5        | 90                                      | 1          | Vollständige Anschlussstelle | Champ de Tir       | 47.0669    | 2.4333      |
| 6        | 90                                      | 1          | Kreisverkehr                 | D976               | 47.0838    | 2.4431      |
| 7        | 90                                      | 1          |                              | Yèvre              | 47.0887    | 2.4430      |
| 8        | 90                                      | 1          |                              | N151               | 47.0963    | 2.4435      |
| 9        | 90                                      | 1          |                              |                    | 47.1064    | 2.4473      |
| 10       | 90                                      | 1          |                              | D940               | 47.1245    | 2.4239      |

## Historischer Straßenverlauf
Die historische Nationalstraße 142 wurde 1824 zwischen einer Straßenkreuzung mit der Nationalstraße 147 nordwestlich von Bellac und Aubusson festgelegt und geht auf die Route impériale 162 zurück. Ihre Länge betrug 125 Kilometer.
1973 wurde sie bis auf den Abschnitt zwischen Guéret und Le Maubert, der zur Nationalstraße 145 umgewidmet wurde, abgestuft. 1987 wurde die südliche Einfallstraße von Boulogne-sur-Mer, die zuvor ein Teil der Nationalstraße 1 war, verwendet. Die Nationalstraße 1 wurde dagegen auf eine Umgehungsstraße gelegt wurde, die heute Teil der Autobahn 16 ist.
2006 wurde die Straße zur Départementsstraße 901E1 abgestuft.